# Lormaye

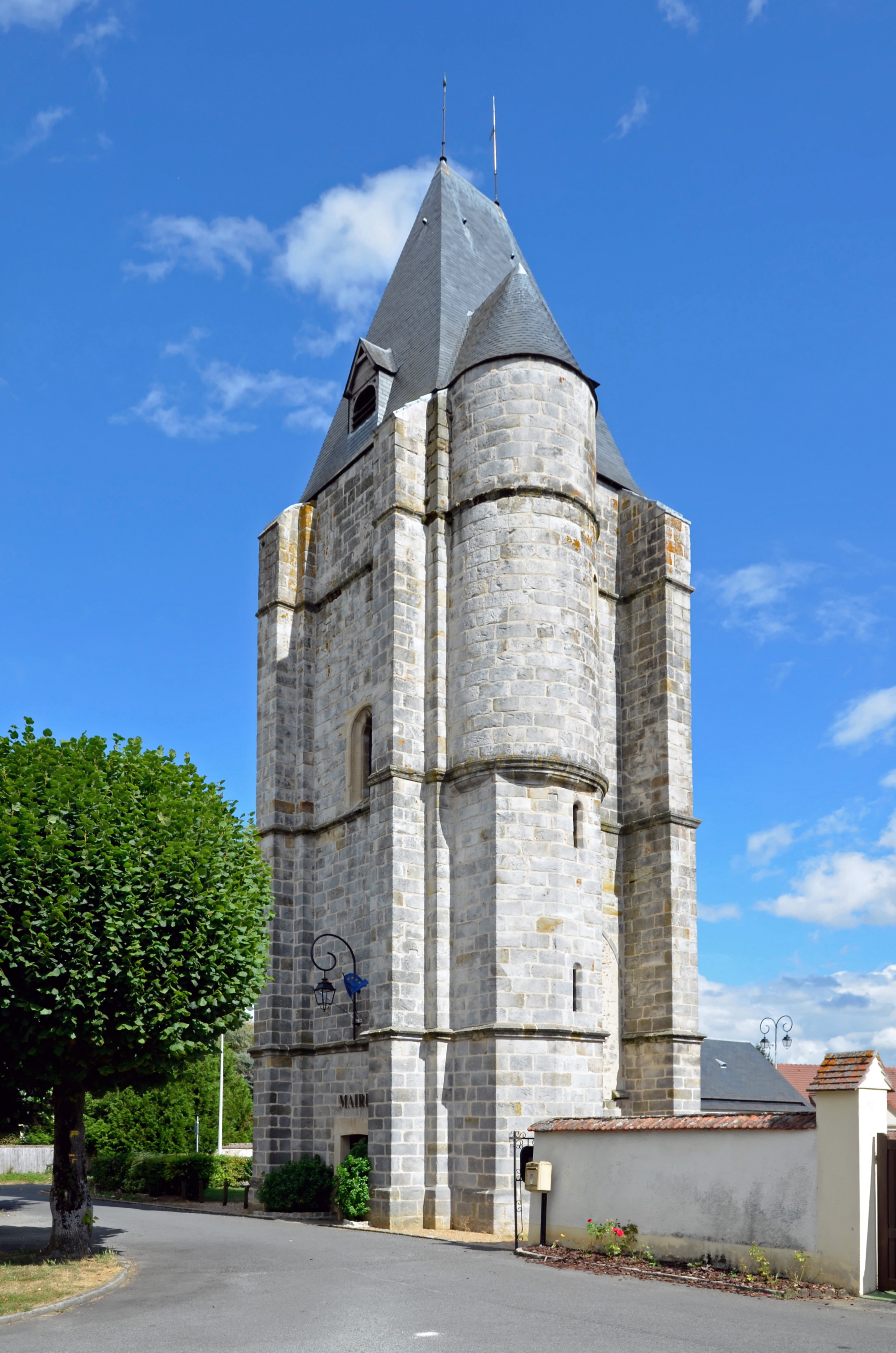
Kerktoren

Lormaye is een gemeente in het Franse departement Eure-et-Loir (regio Centre-Val de Loire) en telt 575 inwoners (1999). De plaats maakt deel uit van het arrondissement Dreux.

## Geografie
De oppervlakte van Lormaye bedraagt 1,4 km², de bevolkingsdichtheid is 410,7 inwoners per km².
De onderstaande kaart toont de ligging van Lormaye met de belangrijkste infrastructuur en aangrenzende gemeenten.

## Demografie
Onderstaande figuur toont het verloop van het inwonertal (bron: INSEE-tellingen).